# Michel Phlipponneau
Michel Phlipponneau, né le 11 mai 1921 à Clamart et mort le 5 novembre 2008 à Rennes,, est un géographe et un homme politique français.

## Biographie
Michel Philipponneau était agrégé de géographie (1947) et docteur ès lettres (1955).
De 1952 à 1967, il est un membre actif du Comité d'Étude et de Liaison des Intérêts Bretons (CELIB), dont il devient vice-président, il réalise en 1956 un vaste Inventaire des possibilités d'implantations industrielles en Bretagne. Il préside la commission régionale d'expansion économique du CELIB de 1961 à 1967, et à ce titre il est le principal rédacteur du projet de Loi-Programme pour la Bretagne. Son œuvre la plus connue Debout Bretagne ! (1970) retrace vingt années de son combat en faveur de la Bretagne.
Lors des élections municipales de 1977, il est élu au conseil municipal de Rennes et devient le premier adjoint du nouveau maire socialiste, Edmond Hervé. Il s’éloigne cependant progressivement de ce dernier en menant notamment une active campagne contre le projet de VAL. Lors des élections régionales de 1986, il mène une liste dissidente du Parti socialiste et, lors de la campagne des élections municipales de 2001, il va jusqu’à soutenir le candidat UDF, Loïc Le Brun, contre Edmond Hervé.
Professeur émérite de l’Université de Haute Bretagne, il a été membre du conseil général d'Ille-et-Vilaine et du Conseil économique et social de Bretagne. Il est décoré de l’ordre de l'Hermine en 1992.